# Madias Nzesso
Madias Dodo Nzesso Ngake (Duala, 20 de abril de 1992) es una deportista camerunesa que compite en halterofilia. Participó en los Juegos Olímpicos de Londres 2012, obteniendo una medalla de bronce en la categoría de 75 kg.

## Palmarés internacional
| Juegos Olímpicos | Juegos Olímpicos      | Juegos Olímpicos  | Juegos Olímpicos |
| Año              | Lugar                 | Medalla           | Categoría        |
| ---------------- | --------------------- | ----------------- | ---------------- |
| 2012             | Londres (Reino Unido) | Medalla de bronce | 75 kg            |